# Gunnar Nielsen (dansk friidrottare)

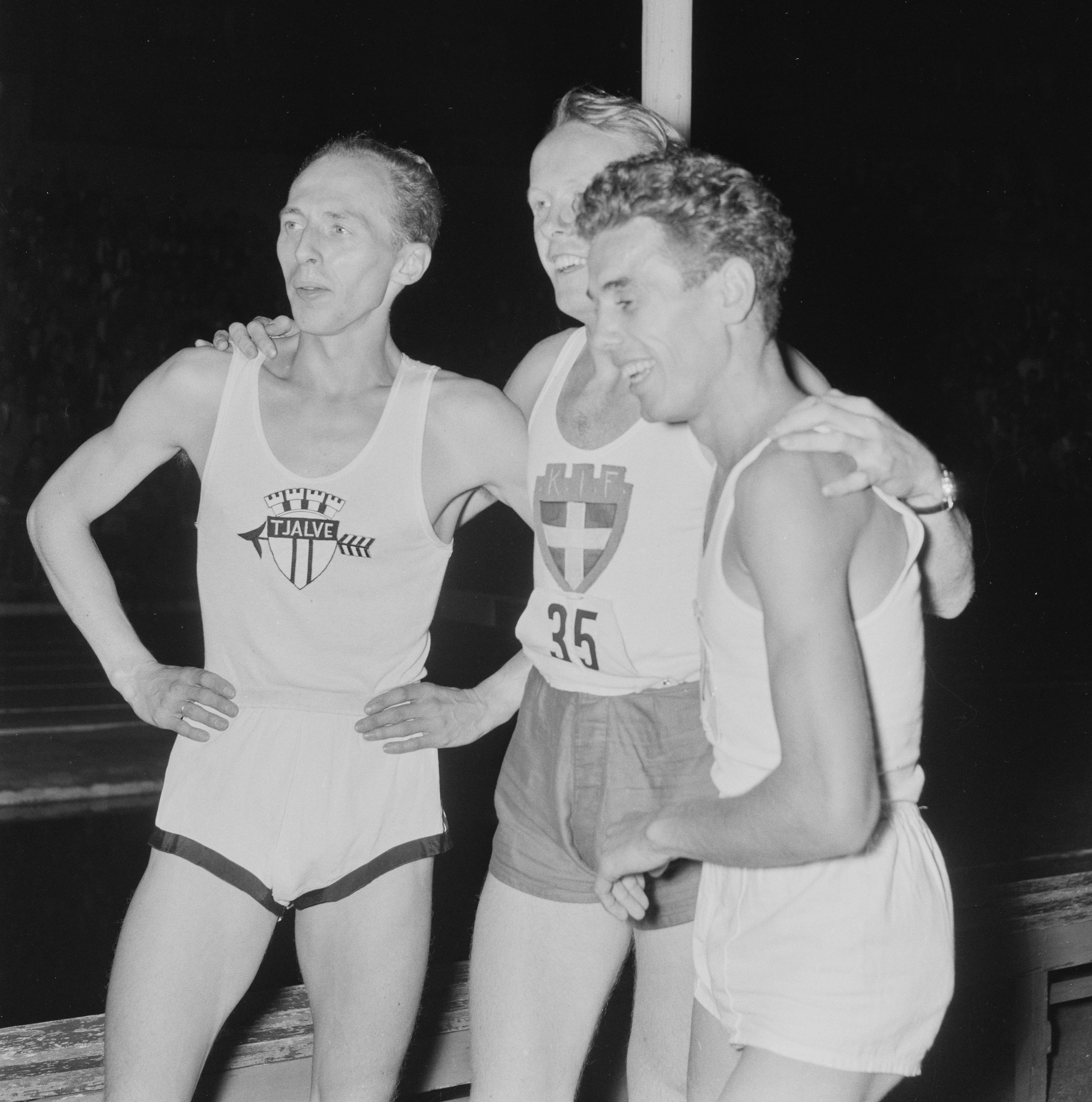
Audun Boysen, Gunnar Nielsen och László Tábori i Oslo, 1955

Gunnar Nielsen, född 25 mars 1928 i Köpenhamn, död 29 maj 1985 i Köpenhamn, var en dansk friidrottare (medeldistanslöpare), på sin tid en av världens främsta medeldistansare.
I sitt civila liv var han typograf i Det Berlingske Officin. Han avled av leukemi vid 57 års ålder.

## Personliga rekord
- 800 m: 1.47,5 (1955)
- 1 000 m: 2.20,5 (1955)
- 1 500 m: 3.40,8 (tangerat världsrekord 1956)
- En mile (1 609 m): 3.59,2 (1956)
- En mile (inomhus): 4.03,6 (1955 världsrekord i Madison Square Garden, New York)
- 3 000 m: 8.12,6 (1956)

## Idrottskarriär
- Gunnar Nielsen satte 19 danska rekord. Hans resultat vid stora mästerskap berättar bland annat.
- En fjärdeplats på 800 m vid de Olympiska sommarspelen 1952 i Helsingfors. Han var endast några få centimeter från bronsmedaljen på tiden 1.49,7.
- En silvermedalj på 1 500 m efter Roger Bannister vid EM 1954 i Bern. Tiden var 3.44,4, vilket då var nytt danskt rekord på 1 500 m,
- Han avslutade karriären 1956 med en 10:e plats i finalen på 1 500 m vid OS i Melbourne med tiden 3.45,58.
- Han var den förste dansk som löpte en drömmil. 1956 klarade Nielsen den på tiden 3.59,2.